# 변도윤
변도윤(邊道潤, Byun, Do-yoon, 1947년 ~ )은 대한민국의 여성운동가 및 행정가로서, 한국YWCA의 이사, 사무총장, 서울여성플라자 초대 대표, 여성가족부의 장관을 지냈으며, 현재 한국여성인권진흥원 이사장이다.
| 전임 장하진 (여성가족부 장관) | 제1대 여성부 장관 2008년 3월 13일 ~ 2009년 9월 29일 | 후임 김금래 (여성가족부 장관) |